# Espectador

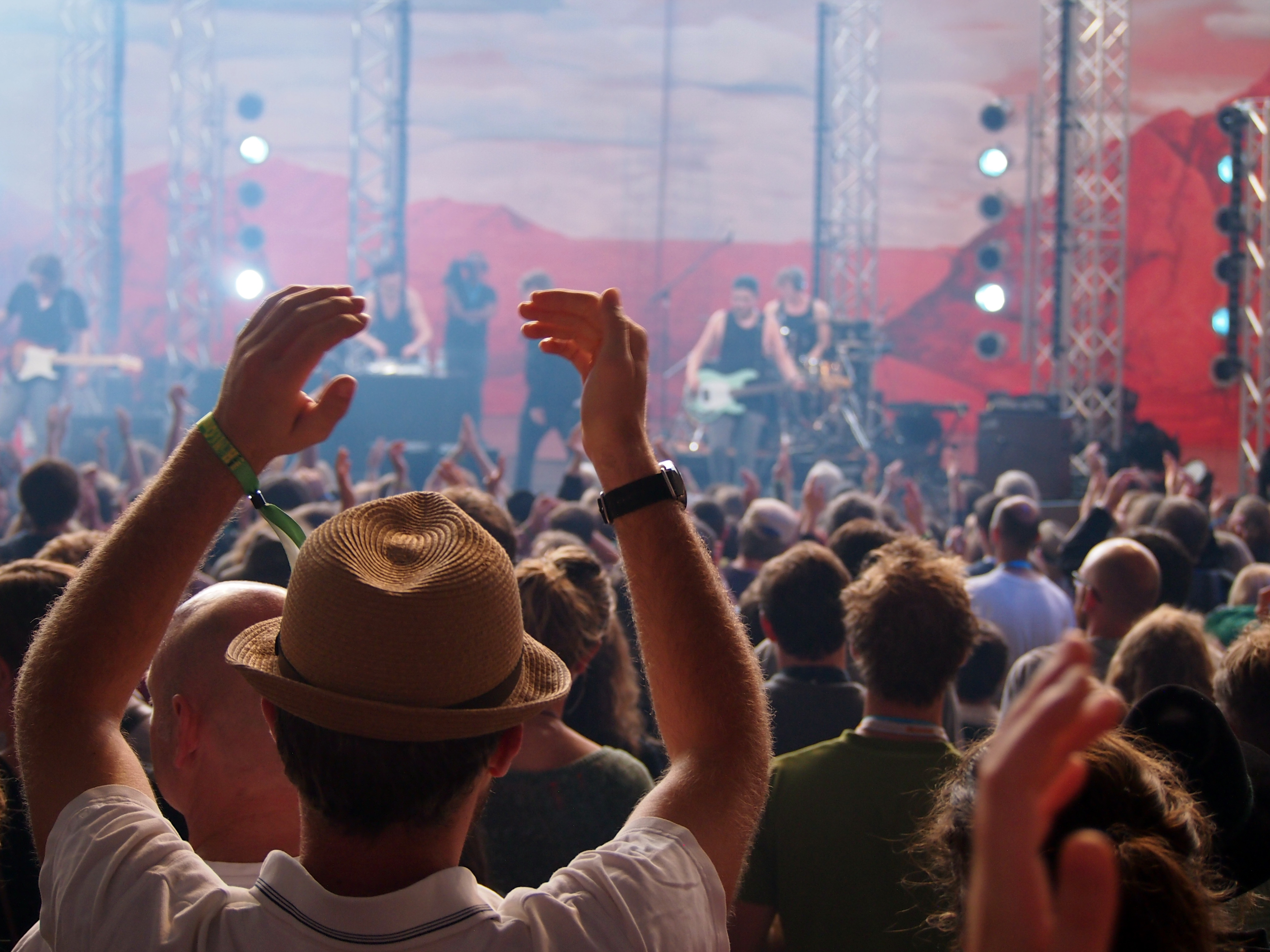
Públic en un concert musical

Un espectador és una persona que assisteix com a públic a un espectacle o treball i que, com a subjecte que rep el treball d'aquesta obra, és en relació estreta amb l'autor que hi dedica el seu esforç perquè l'apreciï. El paper de l'espectador és predefinit segons la voluntat de l'autor, però el subjecte que en la realitat percep l'obra pot no ajustar-se a allò que l'autor de l'obra esperava.
L'espectador és aquell qui té el poder de jutjar i decidir el valor d'una obra, i per tant, en forma part, tant en el procés de presentació com en el d'elaboració del treball que ha de ser presentat, ja que condiciona el seu treball.

## L'espectador al teatre

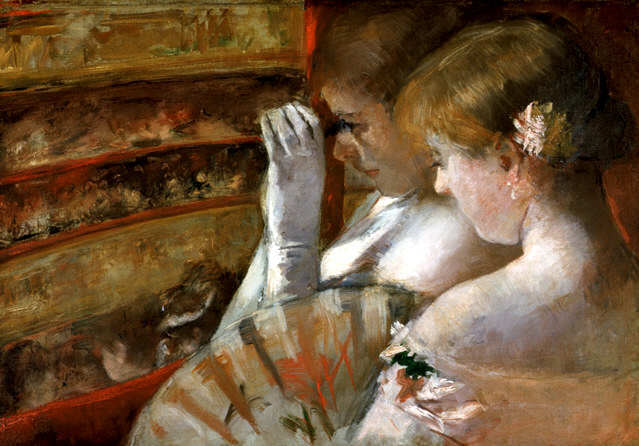
Dues espectadores en una llotja d'un teatre a la italiana

Al teatre en particular, l'espectador té una importància fonamental no només com a destinatari de la representació sinó també per la comunicació privilegiada que s'estableix entre ell i l'actor en escena que interpreta la feina i les intencions que es volen transmetre.
En un espectacle en viu, la condició òptima per a l'èxit d'aquest és l'empatia entre el que actua i el que mira, fent que la persona del públic participi en la narració.
Segons Peter Brook, l'espectador és una de les tres cordes que l'actor ha de siempre mantenir equilibrades. Inclinar a favor de l'espectador fa preponderant l'aspecte d'exhibició de la representació teatral mentre una escassa atenció al destinatari de la representació pot arribar a fer-la feble i privada de sentit, si no en l'elaboració privada de qui l'executa.
El teatre del segle XX ha modificat profundament la concepció clàssica de l'espectador. Vist en el passat com un element passiu, important només perquè era necessari per a una representació (de la qual constitueix el destinatari), diversos directors i autors han subratllat en canvi la importància del mateix com a element actiu.

## La participació de l'espectador

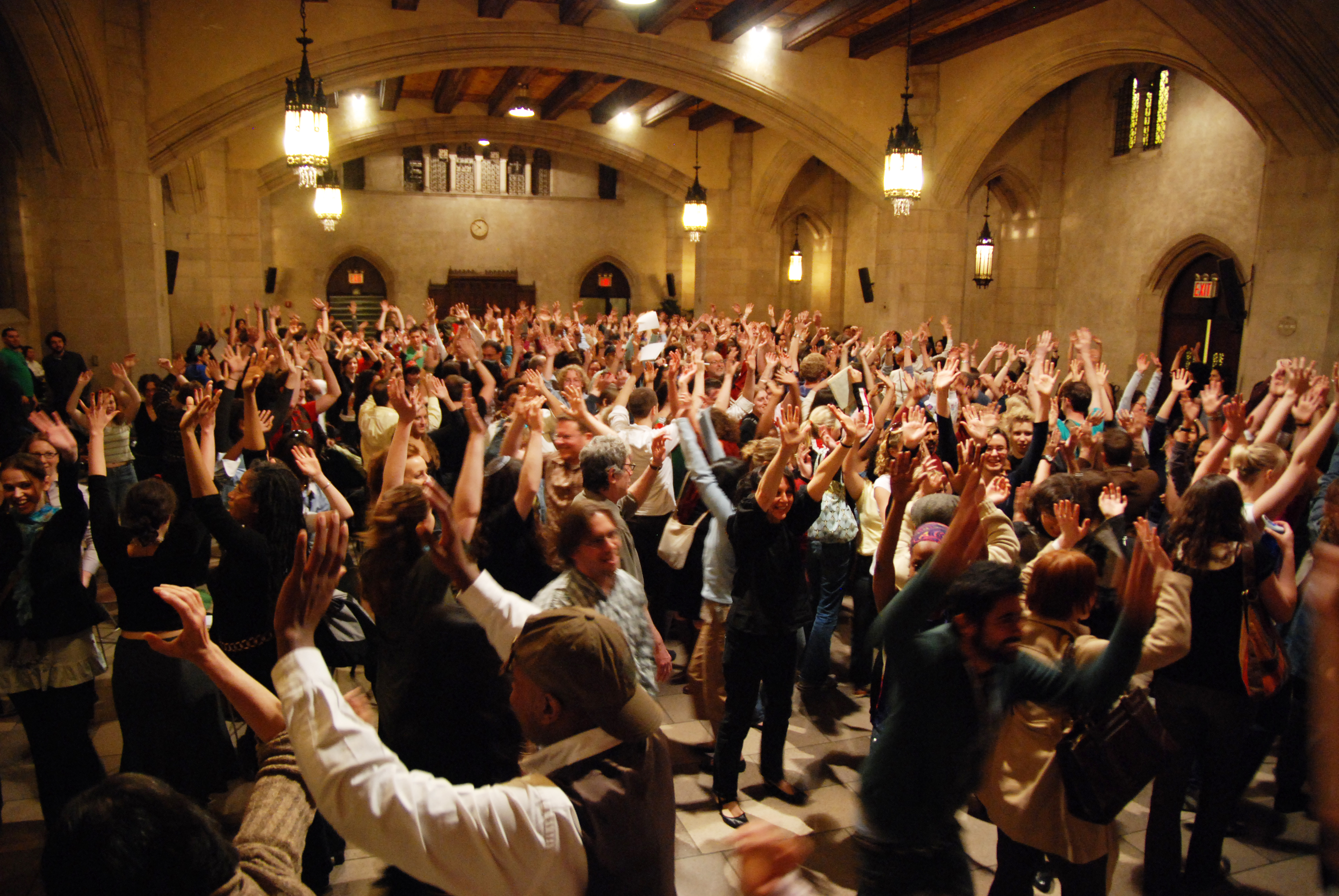
Públic en un espectacle teatral actual

En certes representacions artístiques com en el mateix teatre és molt important la col·laboració dels espectadors a l'hora de desenvolupar l'espectacle.
La interactivitat que s'hi estableix fomenta una millor connexió i entreteniment entre allò que vol dit l'autor i el que acaba de ser percebut per l'espectador. La simple contemplació en silenci d'una obra ja no és prou per satisfer la representació.